# お仕事式人生ゲーム めざせ職業王
『お仕事式人生ゲーム めざせ職業王』（おしごとしきじんせいゲーム めざせしょくぎょうキング）は、タカラ（現：タカラトミー）より2000年12月14日に発売された、プレイステーション用ボードゲームソフト。『さくま式人生ゲーム』（以下、「前作」「さくま式」）の続編的な存在。

## 概要
プレイヤーはそれぞれ職業に就き、ルーレットでコマを進め、結婚などの人生のイベントを経験、最終的に総資産の一番多いプレイヤーが勝者となる。「さくま式」の実質的な続編で、引き続きさくまあきら・土居孝幸・宮路一昭の3人が制作に携わっているが、前作と異なりタイトル、パッケージなどでさくま等のネームバリューを前面に押し出した展開はなされていない。さらに前作と比較して各所にゲームシステムの変更が行われた。タイトルにも示された通り「職業によって異なる人生体験」が前面に押し出されている。

## ルール
プレイヤーは名前・性別・星座そして16種類の職業（男女共通職業8種類＋男性専用職業8種類or女性専用職業8種類）から1種類を選ぶ。このときプレイヤーをCOM（コンピューター）に設定したキャラの各種設定は入力できない。
選んだ職業によって収入の入り方、ゲーム中のイベントなどが異なる。決まった給料が入る職業の場合は毎ターン、デビルマス以外に止まった後のイベント後に入り、金額もスロットで決まる（イベントが起きない場合もある）。スロットの額はゲームの進行具合やイベントによって上がる。コマを進めるタイプのカード以外は、ルーレットを回す前なら何枚でも使用できるのが特徴。
ゲーム中は全てコマとマスを側面（サイドビュー）から見ることになる。ターン内の全員の行動が終わった後、「途中経過」としてマップの全体図の上空（クォータービュー）からの画面とプレイヤーの現在位置、各プレイヤーの収支結果が表示される（この画面は、設定切り替えで表示させなくする事も可能）。マップの全体図はこの画面でしか見られず、全体図ではかなり曲がりくねったコースを走っているが、普段の画面では常に真っ直ぐなコースとして表示される。
現金は毎ターンの給料の他、ラッキーマスのイベント、ミニゲームマスの賞金、ボーナスマスの収入、不動産マスでのアイテムや資産の売却などによっても得られる。
カードはカードマスの他、スタート時に提示された四枚の中から一枚を得られ、職業や展開によってはラッキーマスなどのイベントでも入手できる。前作にあったカードショップは廃止され、売買によって得ることはできなくなった。
アイテムはラッキーマスやデビルマスでのイベント、カードの効果などで入手できる。前作と異なり、売却して現金に換えなければ資産として計上することはできなくなった。
マイホームや別荘といった資産は不動産マスで購入する。数種類あって値段が異なり、支払いは一括払いかローンかを選択可能で、ローンの場合は値段の分割額以外に頭金を取られる。購入後は夫婦や子供の状況に影響を及ぼし、さらに一定確率で価値が上下する。
複数のプレイヤーが同じマスに止まった場合「かっぱぎイベント」と称して、後から来たプレイヤーが先に止まっていたプレイヤーのアイテムやカードを強奪することができる。アイテムとカードどちらを取るかは選べず、さらにイベントそのものが失敗することもある。
途中にある「結婚マス」には全プレイヤーが強制的に止まり、結婚することが出来る（独身を貫く選択も可能）。ランダムで出てくる4人の結婚相手候補の中から選び、プロポーズしてOKならそのまま結婚、ダメなら相性テストを受けた結果で結婚相手が出現する。相手が気に入ったなら結婚する（ここで断る事も可能）。結婚したら他プレイヤーからお祝い金を得られる（相手の持ち金がマイナスの場合は得られない）。結婚後は結婚相手（伴侶）の給料もプレイヤーの収入として入ってくる（金額を操作することはできない）。女性プレイヤーの場合は結婚を機に退職することも可能（後述）。
結婚すると一定確率で子供が生まれ、毎ターン養育費を取られる。子供が成人すると養育費は免除され、就職した子供から毎ターン仕送りが入るようになり、さらに子供の職業によっては臨時収入などのイベントが起きる。伴侶や子供の名前は裏技コマンド（コンフィグ）で設定し直すことも可能。隠しパラメータである離婚率が高くなると「離婚の危機」のイベントが起きる。結果はスロット次第で、離婚すると慰謝料支払い、資産没収などの事態が起きる。離婚率はカードの効果や別荘の購入などで下げることが可能。
結婚マスの後に「転職マス」があり、止まらずに通過するだけでも転職イベントが起こる。転職すると多くの場合収入が増加するが、転職できるかはルーレット次第。転職できない職業も多い。
前作と異なりゴールしても賞金は出ないが、先にゴールした者は他のプレイヤーから延滞金と称してターンごとに現金を支払ってもらえる。延滞金の額はゴールが遅れるごとに増大する。前作にあった「クイズ賞」などの追加ボーナスはなく、最終的に現金＋不動産の「総資産額」が最も多いプレイヤーが勝者となる。

## マス紹介
ラッキーマス
プレイヤーの得になる、職業ごとの様々なイベントが起きる。給料が二倍入る、臨時収入など。イベントが起きずに給料だけが入ることもある。職業が「悪の親玉」（後述）の場合は悪いイベントが起きる。
デビルマス
プレイヤーの現金などを減らす悪いイベントが起きる。その一つ「買い物イベント」でアイテムを獲得できることもある。さらに職業によっては仕事をクビになって転職することも。このマスに止まった時のみ給料が入らない。職業が「悪の親玉」のときは臨時収入が入る。
カードマス
様々な効果のあるカードが1～3枚もらえる。さらに給料も入る。引いたカードの効果でその場でイベントが起きることも。最も遅れている（ゴールから遠い）プレイヤーは、悪いカードを引きやすくなる。
ボーナスマス
大きな臨時収入が入るイベントが起きる。給料が入る職業の場合は多くの場合その何ヶ月分、入らない職業は多くの場合宝くじに当選したというイベントになる。その場合の最大収入は3億円。
不動産マス
マイホームや別荘の売買、アイテムの売却が行える。ただし、どんぶる人形（後述）だけは引き取ってもらえない。デビルマスなどの買い物イベントで買ったアイテムは、買ったときと同じ値段で売れる。マイホームは一つしか持てず、新しく買いたいときは一度売却しなければならない。カードの売買はできない。
ミニゲームマス
賞金が得られるミニゲームに挑戦できる。ランダムで選ばれたミニゲームの中から「一人用」「多人数用」の2種類が提示され、プレイヤーはどちらかを選択できる。
仕返しマス
プレイヤーの誰か一人を15マス戻らせ、さらにどんぶるカードを渡す。途中に転職マスなどがある場合は、15マスに満たなくてもそこでストップ。
結婚マス
結婚イベントが起きる。詳しくは上記。
転職マス
転職イベントが起きる。詳しくは上記。

## 職業
ゲーム中に登場する職業は全41種類。「最初から就くことができる職業」が「男性専用」「女性専用」「男女共通」と分かれており、さらにゲーム中のイベントで「一定の確率で派生する職業」に転職することがある。

### 男性が初めから選べる職業
サラリーマン
平社員からスタート。ラッキーマスのイベントで主任、係長、課長、部長…と昇進するごとに給料が増える。これらの役職は「ランク」として職業の後に付く（「サラリーマン　部長」というように）。転職で「ベンチャー企業の社長」になることができ、デビルマスのイベント次第で「ラーメン屋」他数種になる。
プロ野球選手
初期の給料が一番高い職業。転職で「野球解説者」「野球監督」になれる。デビルマスのイベント次第で「スナック経営」他数種になる。
戦国武将
足軽の身分からスタート。初期の給料は一両＝4万円と低いが、ラッキーマスのイベントで足軽頭、侍、侍大将…と出世する。戦イベントで手柄を立てれば臨時収入が入る。また、デビルマスのイベントで買った武具はアイテムとして計上されない。転職はできない。
巨大ヒーロー
ウルトラシリーズよろしく、普段は防衛隊JETの一員、怪獣が出現すると変身して戦うJ78星雲のヒーロー・○○トラマン（○○の中はプレイヤーの名前の上2文字）。ラッキーマスのイベントで怪獣と戦い勝利すると臨時収入。これらのバトルはルーレットで一定の数以上を出せば勝利となる。バトルに負けるとアイテムやカードを一つ奪われてしまう（後述の「プロレスラー」「悪の親玉」「勇者」なども同様）。転職はなし。
画家
初期給料は低いが、絵が売れれば臨時収入。デビルマスで「プータロー」になってしまう危険あり。
お笑い芸人
テレビでレギュラー番組を持つなどして人気者になれば高額収入。最終的に「人間国宝」と呼ばれることも。これは職業ではなく「称号」で、上記サラリーマンの「課長」などと同じく、職業の後に付くランク上の呼び名。デビルマスで失業して転職することも。
ギャンブラー
固定収入（給料）はなく、ラッキーマスに止まるごとにギャンブルを行って収入を得る。ギャンブルの結果でカードを得ることも。転職はなし。
プロレスラー
初期給料は低いが、試合に勝利するなどで臨時収入。転職で独立して「新団体社長」に、デビルマスで「プータロー」になる。

### 女性が初めから選べる職業
アイドル歌手
給料の低い下積みから始まり、新曲が売れて歌唱印税が入ったり、CMやドラマ出演のオファーが来たり、ライブイベントを開いたり。スキャンダルが発覚すると謹慎で数回休みとなり、給料分を逆に事務所に支払うことになる。転職で「TVタレント」に転身、デビルマスで失業して「プータロー」になる。
女優
下積みから始まって映画やドラマ、CMの出演でキャリアを重ねる。転職はなし。
スチュワーデス
ハイジャック事件に巻き込まれたりする。転職で「輸入雑貨商」になり、デビルマスで「プータロー」になる。
ホステス
給料はかなり多め。常連の客からプレゼントがもらえることも。転職して「銀座のママ」として独立する事も可能。
女子アナウンサー
テレビで人気が出れば給料が上がる。イベントの司会などの副業がオファーされることも。転職して「フリーアナウンサー」になれるチャンスあり。
レースクイーン
人気が出れば写真集を出せ、その売上如何で莫大な収入が入る。転職で「TVタレント」に転身したり、デビルマスで「スナック経営」「ペンションオーナー」になる。
くの一忍者
戦国武将と同じく給料は一両＝4万円からスタート。ラッキーマスのイベントで賞金首を狙い、見事暗殺に成功すれば莫大な収入が入る。また、「まきびしカード」（後述）の効果を受けない特殊耐性がある。転職はない。
OL
基本的な要素は男性の「サラリーマン」と同じで、平社員から主任、係長、課長、部長・・・と昇進していくが、転職がない点が異なる。ボーイフレンド（結婚相手とは異なる）から宝石（アイテム）をプレゼントされることも。

### 男女とも初めから選べる職業
政治家
市民運動家から始まって、市議会議員、県議会議員・・・と選挙を重ねて昇進していく。選挙結果はルーレットの目で決まり、落選すると次以降のターンで再当選するまでその場を動けなくなる。デビルマスで「プータロー」になる危険あり。
フリーター
決まった給料はなく、あちこちアルバイトして生計を立てる。全体的に収入は低め。転職マスで「ペンションオーナー」「ラーメン屋」「おそば屋」「タクシー運転手」になれば給料は入るようになる。
悪の親玉
ショッカーのような世界に仇為す悪の組織のボス。通常の職業とは逆に、デビルマスで利益が入る。「親玉」という呼称とは裏腹に本部が別に存在しているらしく、臨時収入はそこから送られて来る。また、ラッキーマスに止まると多くの場合、失敗作の怪人を作ってしまい本部に罰金を払うことになる。ただし、イベントでヒーローとルーレット対決して勝ったら臨時収入が入る。カードマスでは何の影響も受けずにカードと給料を得る。
発明家
給料は低いが、日々新たな発明品を作り、その売り上げ次第で臨時収入が入る。資金援助という名目で最初から大金を持っているが、同時にローンも組まれており、少しずつ返さなければならない。また、カードマスでは通常より強力なカードを「発明」して入手することが出来る。
プータロー
定職にも就かずアルバイトもせず、親のスネをかじりながら日々をのんびり暮らす。ゲーム的に有利な要素はかなり少なく、プレイ中のメッセージからはほとんど世捨て人のような印象を持つ職業。最初に選べるほか、各職業からデビルマスのイベントで失業、転職する（確率は低め）。また、生まれた子供の名前が数種類の特殊なケースだった場合、このプータローになってしまい、成人する前も後もプレイヤーのお金をせびるイベントをたびたび起こす（裏技コマンドで改名しても逃れられない）。ごくまれにラッキーマスで「TVタレント」にスカウトされて転職できる。
懸賞生活者
決まった収入（給料）はなく、雑誌などの懸賞に応募して当たった賞品を換金して生計を立てる。電波少年シリーズのなすびがモデル。ラッキーマスに止まるたびに1～3個の賞品（アイテム）が手に入る。賞品は不動産マスで売れる物（価値は数万円～数百万円）の他に、その場ですぐ換金される金券、そのままでは値段が付かず、後で一定の確率でプレミア価格になるテレホンカードや携帯ストラップなどがある。ボーナスマスでは手持ちアイテムを通常の数倍の価格で引き取ってもらえるが、たとえプレイヤーがとっておきたいアイテムがあっても拒否権はなく、全部引き取られる。転職はなし。
だじゃれ屋
給料はなく、日々新しい駄洒落を考えて発表し、それが世の中にどれだけ受けたかで収入が決まる。お笑いタレントのようにTV出演しているらしい。ラッキーマスに止まるたびに新しい駄洒落を発表し、その回数によってダジャレスト、ダジャレンジャー・・・と称号（ランク）が上がり、収入も増える。デビルマスでダジャレが滑った場合には「全日本だじゃれ協会」なる組織に罰金を払う。さらに「世界ダジャレ選手権」で優勝すると莫大な臨時収入。転職はなし。
勇者
ロールプレイングゲームのようなファンタジー世界の冒険者。一介の「旅人」から始まり、ラッキーマスで魔物とバトル。倒して経験値を積んでレベルアップすると「戦士」などの称号が得られる。伝説の「人生の剣」を入手するとバトルに有利になる。転職マスで上級職「真の勇者」になれるチャンスがあるが、そうなるとランク自体は元に戻ってしまう。

### 各職業から一定の確率で派生する職業
ラーメン屋
スナック経営
おそば屋
ペンションオーナー
タクシー運転手
サラリーマン、プロ野球選手、お笑い芸人、レースクイーン、フリーターから派生。デビルマスのイベントで「リストラ」されたり、「脱サラを考えた」ときなどに選択可能な職業たち。いわゆる「上級職」ではなく、フリーターよりはまし、という程度。転職時に起業資金を取られるが、プータローを選択すると資金は払わなくてすむ。タクシー運転手のみ上級職「おかかえ運転手」になるチャンスがある。
TVタレント
アイドル歌手、レースクイーン、プータローから派生。プータロー以外は転職マスでルーレットの指定の数字を出すと転職。上級職ではあるが、デビルマスでまたプータローになる可能性も残されている。
ベンチャー企業社長
サラリーマンから派生する上級職。転職マスでルーレットを回して成功すると転職。独立して自分の会社を起こした。高額の給料がもらえるがリスクも大きい。
専業主婦
女性プレイヤーが結婚し、「仕事を辞める」と転職。ラッキーマスに止まっても給料はもらえず、職業に関連したイベントも起きない ため、あえて選ぶメリットは少ないとも言える。離婚イベントが起きると「派遣会社社員」になる。
おかかえ運転手
タクシー運転手から派生する。ラッキーマスのイベントで転職。大会社の社長に見込まれてスカウトされる。給料が高額でリスクも少ない。
フリーアナウンサー
女子アナウンサーから派生する上級職。転職マスでのルーレットで指定された数を出すのに成功すれば転職。テレビ局を独立してフリーになる。給料は高額でリスクも少ない。
輸入雑貨商
スチュワーデスから派生する上級職。転職マスでイベント成功すれば転職。経歴を活かして商売を始めた。給料は高額でリスクも少ない。
銀座のママ
ホステスから派生する上級職。転職マスでイベント成功すれば転職。自分のお店を持つようになった。給料は高額でリスクも少ない。なお、説明書では「上級職」と独立した職業のように書かれているが、実際のゲーム中では「ホステス　銀座のママ」と職業ランク扱いされている。
新団体社長
プロレスラーから派生する上級職。転職マスでイベント成功すれば転職。独立して自分のプロレス団体を持つ。給料は高額でリスクも少ない。
野球監督
野球解説者
プロ野球選手から派生する上級職。転職マスでイベント成功すれば転職。これまでの経歴を活かして活動する。給料は高額だが、デビルマスでスナック経営などに転職する可能性が残されている。
真の勇者
勇者から派生する上級職。転職マスでイベント成功すれば転職。給料は高額でリスクも少ないが、ランクは元に戻るため逆に給料が下がる可能性もある。
派遣会社社員
専業主婦から派生する。離婚イベントで独身になると転職。金額は低いが安定して給料が入る。

## 主なキャラクター
メインキャラクターデザインは「さくま式」から引き続き土居孝幸が担当した。さらに各種イベントやミニゲームでは「さくま式」で使用された「チョコバナナチーム」の手になるサブキャラクターデザインが受け継がれている（一部デザインはさらに手直し・追加されている）のだが、ゲーム中特定の場所を調べると出てくるスタッフロールでは、それらのデザイン担当者の名前が何故か記されていない。キャラクターデザイナーについてはこちらも参照。
さくまあきら
このゲームの作者。前作ほど頻繁ではないが、ゲームの司会進行を務める。戦国武将のイベントではプレイヤーの主人たる大将の役をやっている。
えのん
榎本一夫がモデルのキャラ。主にミニゲームの司会を務める。背広を着ていた「さくま式」から一転、裸の上にルーレットをモチーフとした板で前半分を隠す（そして尻を出す）というお馴染みのスタイルになった。頭にもルーレットの針をモチーフとした飾りを付けている。各種ミニゲーム内にも出演、その場合はちゃんとした服を着ている時もある。戦国武将のイベントでは敵軍「へのもと軍」の武将役で出演。最弱なので倒しても大した褒美はもらえない。
榎本えの子
前作にも登場した結婚相手の一人。えのんが女装してOLの服装をしているようなキャラ。男性プレーヤーの結婚相手候補に出現したときに選ばないと、一定確率でそのプレイヤーのストーカーとなって付きまとい、離婚率を上げるなどの迷惑なイベントを起こす。かといって結婚したらしたで、様々な贅沢をしてプレイヤーの持ち金を削っていく（その結果アイテムが獲得できる場合も）。告白してプレイヤーの方が断られたら難を逃れられる。
石川太郎
女性プレイヤーの時に出現する結婚相手の一人。職業は放送作家というメガネの男性で、なぜか常にカメラを構えている。資格マニアらしく、結婚すると世の中の資格を手当たり次第に取って行き、プレイヤーはその費用を払う羽目になる。男版えの子と言うべきキャラで、やはり実在のモデルがいるらしい。
どいん
土居孝幸がモデルのキャラ。前作では結婚相手の一人だったが、今作ではイベントで出現する。プレイヤーがリストラされたり、宝くじで一等を逃したりといった残念な場面で、冷やかしのセリフを吐いて去っていく。戦国武将のイベントではえのんよりましな「どいん軍」の武将として出演。倒して得られる褒美もそれなり。
ちさタロー
横山智佐がモデル。マップ上におけるもう一人の司会進行役。青い髪のロングヘアーでバニーガールの姿をしている。ラッキーマスに最初に10回止まった、などの記念イベントを中心に顔を出す。戦国武将のイベントでは上から二番目に強い「ちっさ軍」の武将として登場。倒して得られる褒美はかなり多い。
どんぶるサン
最強のお邪魔キャラ。赤い丼にボールのような頭部、手足が付いたキャラクター。「どんぶるカード」を持っていると一定確率でアイテム「どんぶる人形」に変身。さらにそれが一定確率で効果発動（前作と異なり一つだけでも発動する）し、持っていたプレイヤーの元に出現。登場直後に「今日のご機嫌は如何」とさらに変身し、「にこにこどんぶるサン」だったら被害は出ないが、大抵の場合は「凶悪どんぶるサン」に変身。プレイヤーの車を破壊（高額の修理費を払う＆しばらく1～3しか進めなくなる）、カードを奪うといった被害をもたらす。戦国武将イベントでも登場、こちらでも勝つ確率はかなり低いが、負けても褒美は出る。
ぽぽちゃん
シルクハットをかぶった子供のようなキャラクター。カードを二枚以上持っているプレイヤーの元に出現、プレイヤーのカード二枚と自分のカード一枚の交換を持ち掛けてくる（マイナス系カードを交換することはできない）。断ることも可能。また、ストーカーえの子に付きまとわれたプレイヤーとルーレット対決し、プレイヤーが勝利すればえの子を追い払ってくれる。
ムッキー
黒いレインコートのような衣装を着た、ウサギのようなキャラクター。お邪魔系カードや仕返しマスで出現、プレイヤーの求めに応じ他のプレイヤーに妨害を仕掛ける。
マイナス星人
UFOに乗った宇宙人。額に「-」のマーク（？）がある。持ち金がマイナスのプレイヤーの元に出現、車を吊り上げてバックさせたりカードやアイテムを奪ったりと、大抵ろくな事をしないが、稀に持ち金をリセットしてくれる（借金0）こともある。ちなみに前作にあった「約束手形」システムは廃止された。
メカッパー
文字通りの「メカの河童」メタル色をした河童のロボット。二人以上のプレイヤーが同じマスに止まった際の「かっぱぎイベント」でカードやアイテムを奪う。稀にずっこけてイベントを行わない場合も。結婚マスでは出現しない。
アイテム商人
ランプの魔人のような姿のキャラクター。マップ上でプレイヤーのアイテムを買い取ろうとする。不動産マスに止まらなくてもアイテムを売却できるが、売値は通常の半分になる。
怪人百面相
黒いシルクハットとタキシード、マント、白い仮面の怪人。マップ上で出現、「飾り立てた人生は身を滅ぼす」と、プレイヤーの持ち金やカードなどを奪う。どれを奪うかは仮面の形（プレイヤーがスロットのように止める）で決まる。
吉凶大明神
顔の左右を白黒に塗り分けた神主のようなキャラクター。主に転職マスで出現する。ルーレットでどの数字を出せばどんな職業に就けるか教えてくれる。

## 主なカード
1（～3）マスカード
ルーレットの代わりにコマを進める。使用後にカードを使うことはできない。
1（2、3、7、8）レットカード
指定の数字が出やすいルーレットを回して進める。指定以外の数字が出ることもある。
給料アップカード
3ターンの間、手に入る給料が二倍になる。給料が入らない職業では使えず、臨時収入の額や伴侶の給料には適用されない。イベントで成人した子供にプレゼントされることも多い。逆に相手の給料を半額にする「給料ダウンカード」もある。
ラッキーカード
次のラッキーマスまで進める。
デビルカード
強制的に次のデビルマスまで進む。入手したその場で発動する。
ジュエルカード
アンティークカード
フィギュアカード
変身してアイテムになる。変身した物によって価値はピンキリ。
散財カード
ラグジュアリカード
買い物がしたくなり、持ち金を支払ってアイテムを1～3個購入する。入手したその場で発動する。
シュレッダーカード
カードを1～3枚消すことができる。
スイーパーカード
自分にかかっているマイナス効果を1～2個消せる。持っているだけで発動するマイナス効果のカード（ファイヤーカードなど）も消すことができる。
ファイヤーカード
持っていると一定確率で火事に見舞われる。他の災害系カード共々、被害の程度は様々。
どんぶるカード
一定確率でどんぶる人形に変身する。シュレッダーカードなどで消すことができるが、一定確率で消えずに残ってしまう。
宝くじカード
持っていると一定確率で賞金が当たる。
鉄球カード
ムッキーに頼んで、指定プレイヤーのカードを破壊してもらう。
ギャンブラーカード
他プレイヤーの金を拝借してギャンブル。当てたら賞金は自分と相手プレイヤーとで山分け、外れれば相手の金が減るのみ。
まきびしカード
現在自分がいるマスに撒菱をセットする。後から来たプレイヤーがその上を通ると、タイヤがパンクしてストップ。そのマスのイベントが発動して、次ターンはパンク修理のため一回休みになる。
ストーカード
自分のすぐ前を走るコマの一つ手前に追いつく。ぴったり追いついてかっぱぎイベントを起こす「かっぱぎカード」もある。
十字架カード
持っていると相手からの攻撃用カードの攻撃を無効化できる。一定確率で消えずに残る。
損害保険カード
災害に遭ったときの被害額を半分にできる。ただし、地震や台風などの自然災害でなければ適用されない。
千両箱カード
千両箱を開けることができれば大金が手に入る。なかなか開けられないが、成功するまで何回でもチャレンジできる。ただし、一ターンに一回のみ。
社会主義カード
全員の持ち金を平等にする。ただし、成功しない確率のほうが高い。主に発明家の職業で「発明」して入手する。

## ミニゲーム
ゲーム中「ミニゲームマス」に止まると遊べるミニゲームは全28種類。ただし、今作ではマップ上のミニゲームマスそのものの数が非常に少ないため、一回のプレイでミニゲームで遊べる頻度や確率は少なくなっている。前作でさくまは「TVゲームで（桃鉄や人生ゲームなどの）ボードゲームで遊ぶユーザーはアクションゲームが苦手な人が多いため、反射神経のいるミニゲームは入れない」と公言していたのだが、今作では一転して反射神経のいるアクションゲームが数個入れられている。このあたりの路線変更も含めて、本作の要素にさくまの意向がどれだけ反映されているのかは不明。
ミニゲームは「一人用」「多人数用」のどちらかを選べる。さらに「他人数用」は「二人対戦」と「全員参加」に分けられる。前作にあった「自由参加」は廃止された。

### 一人用（当人のみ）
COMプレイヤーが挑戦する場合、他の人は観戦するか結果だけ見るか選べる。
さいころ7
アクションパズルゲーム。競り上がって来るサイコロの山の左右を入れ替えて消していく。消せなかったサイコロが天井まで届いたらゲームオーバー。サイコロは目の数と同じ数（2の目なら二つ、6の目なら六つ）を隣接させれば消える（一直線である必要はない）。1の目は隣のサイコロが消えると同時に消える。という、『パネルでポン』と『XI』を合わせたようなルール。これのみ「ミニゲームモード」とは別に「さいころ7」という独立したオプションが存在し、ゲーム中に出現していなくても遊べる。
めくってポン2
神経衰弱。ペアになった妖怪の絵を最大8セット合わせる。最初に三秒だけ見て組み合わせを覚えられる。
えのさん　DE　ダンス
四方八方から飛んでくる矢印に合わせて方向キーを押し、えのさんを正しく踊らせる。
ピタットピタゴラス2
8ケタの数字を記憶し、正しく再現する。前作と異なり、全部合わせなければ賞金は出ない。
ガラスの時代2
9枚のガラスを割って絵を出す。割れば割るほど賞金が高くなるが、どんぶるサンの絵を出してしまうと賞金没収となる。出てくる水着の女の子の絵がリニューアルされた。
ゴールドラッシュ
おじさんを操作して川の向こうの砂金を取りに行くアクションゲーム。川を流れる丸太やワニを足場にタイミングよくジャンプで進み、砂金を取ったらまたジャンプで戻っていく。川に落ちたりワニに噛まれたらアウト。
またまた　パネルの後ろ
サイコロ二つで出た数だけパネルをめくり、後ろに隠れている絵を四択で当てる。前作から解答の絵が大幅に減らされた。
薄氷を踏む重い　ミレニアム
氷の張った池を落ちずに渡りきる。氷は上を通るごとに薄くなっていく。金塊や銀塊を取ればさらにボーナス。
勇者だホイ！金・銀
勇者を操作して剣を振り、建物内の家具を壊して制限時間内に現金やアイテムを探す。
漢字大魔王<特別編>
縦横に並んだ漢字の空欄を埋め、すべての熟語（二字・四字）を完成させる。
平成伊能忠敬ゲーム
四つの都道府県の形のパネルの、向きと位置を正しく合わせる。
はらぺこキング　満腹指令
3Dシューティングゲームのように、画面のあちこちに出てくるえのさんにカーソルを合わせて、芋を撃ち食べさせる。制限時間内にどれだけ食べさせたかで賞金額も変わる。
聖徳太子ゲーム
四匹のペンギンが次々と現れて一言しゃべる。内容を記憶し、「このペンギンは何をしゃべったか」または「何番目に出たのは誰か」という質問に答える。
スクラッチ
賞金額と当選率が異なる（低額だが当たりやすい、高額だが当たりにくいなど）四枚のスクラッチカードの中から一枚を選び、三ヶ所削って見事揃えば、その絵柄に応じて賞金。

### 多人数用（二人対戦）
新あがり一丁　全国大会編
値段の書かれていない寿司屋でネタを注文し、食べた金額の合計が設定金額と差額の少ない（越えても良い）方が勝ち。前回は一人用だった。
爆笑チキンレース2　間一髪
サイコロ三個を振って車を進め、30マスにどれだけ近づけるかのチキンレース。オーバーしたら負け。
勝ったも同然！
ミニゲームを出したプレイヤーと相手とでサイコロを振り、相手の出した目がプレイヤーと同じなら相手の勝ち、それ以外ならプレイヤーの勝ちという、非常に勝率の高いゲーム。敗者は持ち金で勝者に賞金を支払う。
ザ・ダイスポーカー
サイコロ五個でやるポーカー。最高の役は5カードならぬ5ダイス。前作では役が同じ場合は目の数で決まった（例・1と2のフルハウスより4と5のフルハウスの方が強い）のだが、今回はそのルールは廃止された（引き分け）。
ロボット武闘会　群雄列伝
ランダムに出てくる四体のロボットから一体を選び、互いに戦闘させる。プレイヤーはロボットを一切操作できない。前作でデザインされたロボットが引き続き出演。
カロリー大相撲　THE　MOVIE
二つのボタンを交互に動かし、制限時間内に食べ物をいっぱい食べる。摂取カロリーの多いほうが勝ち。前作の同名ゲームとは別物。
ルーレットジャック
ルーレットで行うブラックジャック。ルーレットを二つ回して（さらに三つ目を回すか選択）合計が16に近いほうが勝ち。超えたらその時点でアウト。特別ルールで「777」があり、ルーレットで7を三つ揃えたら（通常は合計21でアウトだが）無条件勝利の上にボーナス。

### 多人数用（全員参加）
ペンギンこけたらレース　激闘編
サイコロでペンギンを進め、最初にゴールした人が勝ち（二位以下の賞金はない）。稀にサイコロが二個になることも。前作にあった「逆戻りマス」は廃止され、一回休みになるマスになった。
高速でGo！
車が並んでいる四ヶ所の高速道路の料金所の中から、最初に全ての清算が済む料金所を選ぶ。複数プレイヤーが同じ場所を選ぶ事はできない。
いも食ってプー2
24個のイモを参加者たちが順番に1～3個ずつ食べさせ、最後の一個を食べさせてしまったプレイヤーが敗北。残りの三人に自腹で賞金を支払う羽目になる。前作から大幅にルールが変更された。
レジでGo！最後の聖戦
お客が並んでいる四ヶ所のレジの中から、最初に全ての清算が済むレジを選ぶ。前述の「高速でGo！」と似ているが、こちらは同じレジを複数プレイヤーが選択可能。
サイコロシュート
サイコロ五個を全員で一回ずつ（計四回）振り、どの目が一番多く出るかを当てる。
ナンバーロット
好きな数字四桁を選び、出た数字とひと桁でも合っていれば賞金。
うんちくん危機一髪！
ウンチに指を近づけ、ボタンで止める。最も近い所で止めた人が勝ちのチキンレース。

## 主な制作スタッフ
- ゲームデザイン　さくまあきら
- メインキャラデザイン　土居孝幸
- 音楽　宮路一昭
- マニピュレータ　村山知義
- サブキャラデザイン　かすやたかひろ　高内優向
- シナリオアシスタント　福本岳史
- シナリオ協力　あかねこか
- エグゼクティブプロデューサー　奥出信行　板垣耕三
- アートワークデザイン　株式会社SMC
- ディレクター　本山博敏　荒堀明弘　GON　柴田京
- メインプログラマー　足立宏
- ジャケットデザイン　田中勲
- サウンドデータ制作　有限会社ティーズミュージック
- 制作協力 STF Project　原口一也
- デバッグ協力　ポールトゥウィン株式会社
- プロデューサー　大草俊一